# Жмигруд (гмина)
Жмигруд (пол. Żmigród) — городско-сельская гмина (волость) в Польше, входит как административная единица в Тшебницкий повет, Нижнесилезское воеводство. Население — 15 059 человек (на 2004 год).

## Демография
| Перепись                       | Всего   | Всего | Женщины | Женщины | Мужчины | Мужчины |
| ------------------------------ | ------- | ----- | ------- | ------- | ------- | ------- |
| Единицы                        | человек | %     | человек | %       | человек | %       |
| Население                      | 15 059  | 100   | 7649    | 50,8    | 7410    | 49,2    |
| Плотность населения (чел./км²) | 51,5    | 51,5  | 26,2    | 26,2    | 25,4    | 25,4    |

## Сельские округа
1. Барково
2. Борек
3. Боженцин
4. Быхово
5. Ходлево
6. Дембно
7. Доброславице
8. Гарбце
9. Гатка
10. Грондзик
11. Канцлежовице
12. Карнице
13. Кашице-Милицке
14. Кендзе
15. Клишковице
16. Коженьско
17. Ксёнженца-Весь
18. Ляскова
19. Лапчице
20. Моженцино
21. Незгода
22. Осек
23. Повидзко
24. Пшедковице
25. Пшивсе
26. Радзёндз
27. Руда-Жмигродзка
28. Сане
29. Венглево
30. Жмигрудек
31. Баркувко

## Соседние гмины
1. Гмина Милич
2. Гмина Прусице
3. Гмина Равич
4. Гмина Тшебница
5. Гмина Вонсош
6. Гмина Виньско